# كارين لوبلانك
كارين لوبلانك هي مغنية وممثلة كندية، ولدت في 1953.

## وصلات خارجية
- كارين لوبلانك على موقع IMDb (الإنجليزية)
- كارين لوبلانك على موقع ألو سيني (الفرنسية)
- كارين لوبلانك على موقع أول موفي (الإنجليزية)
- كارين لوبلانك على موقع قاعدة بيانات الفيلم (الإنجليزية)
- كارين لوبلانك على موقع كينوبويسك (الروسية)